# Celonites turneri
Celonites turneri är en stekelart som beskrevs av Richards 1962. Celonites turneri ingår i släktet Celonites och familjen Masaridae. Inga underarter finns listade.